# Gografschaft
Der Begriff Gografschaft bezeichnete ab dem 12./13. Jahrhundert einen Verwaltungsbezirk im ehemaligen Herzogtum Sachsen und Thüringen. Der dazugehörige Gograf stellte gleichzeitig die unterste Gerichtsinstanz dar. Häufig wurde der Gograf dadurch auch als Bauernrichter und das Gogericht als Bauerngericht bezeichnet. Später wurde der Begriff durch den Einfluss der Franken zugunsten des Amtsvogt immer mehr zurückgedrängt.
Im östlichen Niedersachsen war die Gografschaft eine Untergliederung eines Amtes, die bis zur Kreisreform durch Preußen 1885 Bestand hatte. 
Aufgabenbereiche einer Gografschaft waren:
- Ausübung der niederen Gerichtsbarkeit
- Gewerbeaufsicht
- Überwachung von Feuerstellen und die Feuerbekämpfung
- Überwachung der Militärpflicht
- Instandhaltung der öffentlichen Einrichtungen
- Verkündung von Gesetzen und Erlassen
- Polizeiliche Arbeit